# Bupares stridulator
Bupares stridulator is een hooiwagen uit de familie Beloniscidae. De wetenschappelijke naam van Bupares stridulator gaat terug op Roewer.